# Campionati asiatici di ginnastica aerobica 2014
I Campionati asiatici di ginnastica aerobica 2014 sono stati la 4ª edizione della competizione organizzata dalla Asian Gymnastic Union.
Si sono svolti a Hoengseong, in Corea del Sud, dal 19 al 21 novembre 2014.

## Medagliere
| Pos.   | Nazione       | Oro | Argento | Bronzo | Totale |
| ------ | ------------- | --- | ------- | ------ | ------ |
| 1      | Cina          | 4   | 1       | 0      | 5      |
| 2      | Corea del Sud | 2   | 6       | 5      | 13     |
| 3      | Mongolia      | 1   | 0       | 1      | 2      |
| 4      | Giappone      | 0   | 0       | 1      | 1      |
| 4      | Thailandia    | 0   | 0       | 1      | 1      |
| Totale | Totale        | 7   | 7       | 8      | 22     |

## Podi
| Evento                | Oro           | Argento       | Bronzo                      |
| Individuale maschile  | Bangda Hu     | Han-Jin Kim   | Phatcharapong Photjanakosri |
| Individuale femminile | Yu Yangyang   | Yeon-Sun Park | Mana Kodama Sang-A Choi     |
| Coppia mista          | Cina          | Corea del Sud | Corea del Sud               |
| Trio                  | Corea del Sud | Cina          | Corea del Sud               |
| Gruppo                | Cina          | Corea del Sud | Corea del Sud               |
| Dance                 | Corea del Sud | Corea del Sud | Mongolia                    |
| Step                  | Mongolia      | Corea del Sud | Corea del Sud               |